# Метилендиоксипировалерон
Метилендиоксипировалеронът (MDPV) е синтетичен катинон, използван като наркотично вещество.
Съединението предизвиква подобни на MDMA ефекти, включително еуфория, повишена общителност, емпатия, умствена стимулация и сексуално желание. Тъй като спада към т.нар. дизайнерска дрога, токсикологичните свойства на метилендиоксипировалерона не са добре проучени. Документирани са обаче интоксикации и смъртни случаи.
Най-често наблюдаваните ефекти са симпатикова стимулация – тахикардия, свиване на кръвоносните съдове, хипертония, изпотяване, мидриаза, затруднено дишане, спазми, мускулна слабост и гърчове. С интоксикация от синтетични катинони са свързани и болки в гърдите, инфаркт, инсулт, дисеминирана интравазална коагулация, чернодробна дисфункция, бъбречно увреждане, сърдечносъдов колапс, кома и смърт. Черният дроб е основна мишена за много наркотици, като амфетамини и кокаин, включително и MDPV.
Метилендиоксипировалеронът причинява хипертермия – регистрирани са случаи телесната температура на приемали съединението да достигне между 39,5 и 41,7°C.